# Darivanje organa
Darivanje organa znak je altruizma i plemenitosti, kojom jedna osoba iskazuje svoju želju i namjeru da nakon smrti daruje bilo koji dio tijela radi presađivanja, kako bi se pomoglo teškim bolesnicima. Hrvatska je danas prema broju darivatelja i transplantacija organa vodeća zemlja u svijetu, s najkraćim čekanjem na presađivanje organa.

## Presađivanje organa
Presađivanje ili transplantacija organa danas je u svijetu i kod nas prihvaćen i uspješan način liječenja bolesnika, kod kojih je iz bilo kojih razloga došlo do nepovratnog zakazivanja funkcije pojedinog, za život potrebnog organa. U posljednjim desetljećima na taj se način mogu organi, čija je funkcija prestala, zamijeniti drugim, od drugog čovjeka - tzv. davatelja ili darivatelja (za oba vrijedi naziv "donor").
Danas se mogu presaditi organi (bubrezi, jetra, gušterača, srce, pluća), a i tkiva (koža, dijelovi kosti, srčani zalisci, krvne žile, rožnice i dr.).
Transplantacija koristi bolesnicima s potpunim zakazivanjem bubrega, koji se liječe hemodijalizom ili peritonealnom dijalizom tri puta tjedno kako bi sačuvali život, bolesnicima s terminalnim zakazivanjem srca, jetre ili pluća kojima izgledi za život nisu veći od nekoliko tjedana ili mjeseci, bolesnicima sa šećernom bolesti koja se ne može kontrolirati, slijepim osobama, kao i bolesnicima kojima je potrebno nadomjestiti neko tkivo. 
Svaka je osoba potencijalni davatelj organa, ako se za života nije izričito i pismeno tome protivio (Zakon o presađivanju u RH). Medicinski uvjeti za to jesu da su organi i tkiva u trenutku smrti osobe pogodni za presađivanje.
Svaka osoba je i potencijalni primatelj organa, ako se unađe u situaciji takve prijeke potrebe.
Kako bi se donirali organi, smrt mora nastupiti u bolnici, jer se samo na tom mjestu mogu organi održati pogodnim za presađivanje. Moždano mrtvi bolesnici, kojima je moguće uzeti organ za transplantaciju,  nalaze se isključivo u jedinicama intenzivnog liječenja bolničkih ustanova.
Kada osoba za vrijeme života odluči darovati svoje organe i tkiva poslije svoje smrti s namjerom spašavanja života drugih ljudi, osnovno je da tu svoju odluku prenese svojoj obitelji i najbližim prijateljima, jer će oni biti prvi od kojih koji će liječnici zatražiti dozvolu za uzimanje organa nakon njegove smrti. Od obitelji se očekuje da će poštovati želju umrle osobe. Isto tako se može ispuniti donorska kartica i nositi je sa sobom, što će služiti kao dokaz o donesenoj odluci. *Opaska drugog autora: navedene tvrdnje naravno nisu istinite. U RH svi su svi punoljetni ljudi donori a to prestaju biti samo ako potpišu posebnu izjavu o nedarivanju organa.*
Ako smrt nastupi u bolnici želja donatora organa i tkiva će se poštovati nakon što je učinjeno sve da se spasi život bolesniku i kada liječnici, koji nisu povezani s presađivanjem, ustanove i potvrde smrt, oni o tome potpišu potvrdu u skladu s medicinskim i zakonskim kriterijima.
Kada je smrt definirana na taj način, grupa transplantacijskih liječnika odredit će koji se organi ili tkiva mogu iskoristiti za liječenje ili spašavanje života drugih ljudi. Ako je dobivanje organa moguće, zadužene osobe će provjeriti želju umrlog, izraženu za vrijeme života, no iznad svega će o tome razgovarati s najbližim članovima obitelji. Na taj način će se moći poštovati želja umrlog.
Nakon uzimanja organa i tkiva slijedi isto ono što slijedi i inače nakon smrti. Eventualni zahvat dobivanja organa odvija se u sterilnim uvjetima, u operacijskoj dvorani i u rukama kvalificiranog tima liječnika. Tijelo u takvom slučaju ne će biti naruženo i bit će tretirano s dužnim poštovanjem.

## Povijest
Uspješno presađivanje organa godinama je usavršavano i ono ovisi o razvitku mnogih struka i stjecanju mnogih znanja - o razvoju kirurgije, reanimatologije, neurologije, urologije, imunologije, biokemije, nefrologije, hemodijalize, farmakologije, bioetike i dr. Sam akt presađivanja s vremenom je opterećen sve manjim brojem komplikacija i takav je način liječenja, osobito zadnjih godina, sve uspješniji. Godine 1990. američkim znanstvenicima dodijeljena je Nobelova nagrada za napretke u transplantacije organa. Nagrada je dodijeljena dvama pionirima transplantacije: 
Josephu Murrayju iz Bostona za transplantaciju bubrega 1954. godine i Donallu Thomasu iz Seattlea za transplantaciju koštane srži 1956. g. Tumačenje Komiteta za dodjelu nagrade bilo je da su "otkrića dvojice znanstvenika bila presudna za desetine tisuće teško oboljelih ljudi, koji presađivanjem organa mogu biti liječeni onda kada drugi načini liječenja više nemaju uspjeha".
Daleko najveći broj presađivanja odnosi se na bubrege zbog zatajivanja bubrežne funkcije, jer su tu potrebe najveće. Organi se mogu dobiti od živih davatelja (najvećim dijelom najbližih srodnika), a u većem dijelu od mrtvih davatelja. Broj organa premalen je da se zadovolje rastuće potrebe. 
U Hrvatskoj aktualno čeka na presađivanje bubrega oko tri stotine ljudi oboljelih od nepovratnog oštećenja bubrežne funkcije.
U centrima za dijalizu u Hrvatskoj javlja se godišnje više od 700 novih bolesnika sa zatajenjem bubrežne funkcije. S obzirom na to da se organi presađuju ograničenom broju bolesnika (kojima nakon toga redovito liječenje dijalizom više nije potrebno), razumije se da broj bolesnika na "umjetnom bubregu" raste. Danas takvih bolesnika u Hrvatskoj ima više od pet tisuća. Izlaz se, nalazi upravo u presađivanju organa sa svojim medicinskim, etičkim i ekonomskim opravdanjem.
Kako bi se bolesnici oslobodili liječenja na redovitoj dijalizi ("umjetnom bubregu") i kako bi se njihov broj iz zdravstvenih i ekonomskih razloga smanjio, potrebno je još povećati broj presađivanja bubrega. Za to je potrebno doći do organa i to u prvom redu od umrlih osoba. Potrebno je, dakle, organizirano prikupljati organe. Ne samo da je to prirodniji način, nego se tako može doći do dovoljnog broja organa, koji mogu pokriti rastuće potrebe.
Organ potreban za život drugom čovjeku moguće je dobiti od umrle osobe nakon prestanka rada srca ili ranije, kod još kucajućeg srca osobe koja više nema moždane aktivnosti. S obzirom na to da bez funkcije mozga nema života, takva je osoba nepovratno mrtva. Upravo takvo stanje omogućuje dobivanje zdravog organa za presađivanje. Osnovni preduvjet za kasniju dobru funkciju ima onaj organ, koji je do akta presađivanja imao urednu opskrbu kisikom, a to je upravo kod osoba koje su umrle zbog nepovratnog oštećenja središnjeg živčanog sustava i koje kisik dobivaju pasivno uz pomoć tehnološke podrške. Kandidati za dobivanje organa su osobe s oštećenjem mozga (najčešće kao posljedica ozljede ili moždanog udara), kojih u Hrvatskoj ima mnogo, s obzirom na jednu od najviših stopa prometne smrtnosti u Europi.
Dijagnostika moždane smrti danas je moguća bez i najmanje greške, s potpunom sigurnošću. To je u mnogim medicinskim ustanovama postalo dio uobičajene dijagnostike i predstavlja etičku i profesionalnu obvezu bolničkih liječnika i medicinskih sestara. Dijagnostika i potvrđivanje moždane smrti ukazuje na visok stupanj unutrašnje organizacije bolnice, visoku stručnu i etičku kvalitetu kadrova i zadovoljavajuću razinu sofisticirane medicinske tehnologije.
U Hrvatskoj se transplantacija organa s umrlih osoba provodi sve uspješnije. Hrvatska je na tom planu postala jedna od najuspješnijih zemalja u svijetu. Ovo je rezultat dobrog rada u zdravstvenom sustavu, usavršenosti organizacije i povezanosti bolničkih i kliničkih ustanova, te sustavnog rada u javnosti. Korišteni su u zadnjih petnaestak godina mnogi vidovi javne izobrazbe i uloženo je mnogo napora kako bi se dostigla potrebna razina opće obaviještenosti i javnog povjerenja.
Posebno je pitanje je li potrebno zatražiti dopuštenje od obitelji radi dobivanja dozvole za uzimanje organa. U nekim zemljama posebni pristanak obitelji nije potreban. U Hrvatskoj 'Zakon o uzimanju i presađivanju dijelova ljudskog tijela u svrhu liječenja', u članku 4, kaže: "Dijelovi tijela s umrle osobe uzimaju se radi presađivanja, ako se umrla osoba za života nije tome izričito i pismeno protivila". Ovaj članak zakona ne govori decidirano je li obitelj neizostavno potrebno pitati za dopusnicu pa se prema tome može različito interpretirati. Ovako sročen zakon omogućuje liječnicima eksplantaciju organa ako obitelj punoljetne osobe nije prisutna ili se ona izričito ne protivi uzimanju organa. U našoj Hrvatskoj danas liječnici u pravilu traže dozvolu obitelji umrle osobe u cilju dobivanja organa. Ako se dozna da je umrla osoba za života odbijala mogućnost darivanja organa, ili pak njegova obitelj to ne želi, tada se organi ne uzimaju - u tom slučaju se organi nažalost gube,a time se gube izgledi za očuvanje života niza ljudi.
Odavno je davanje krvi od živog davatelja postalo uobičajeno i, naravno, nešto bez čega se svakodnevna medicinska praksa više ne može zamisliti ni provoditi, i na tu je razinu potrebno dovesti davalaštvo organa s umrlih osoba i obaviještenost javnosti da u trenutku smrti svoje bliske osobe obitelj bude spremna dati svoj pristanak da se određeni organ uzme i na taj način, plemenitom gestom, omogući život drugom, teško oboljelom čovjeku.
Danas već postoje uvriježeni načini, koji omogućuju da osoba za života pristane darovati organ nakon svoje smrti, u svrhu presađivanja. Najvažnije je da se o tome razgovara u obitelji, tu se raspravlja, međusobno informira i ovdje se stvara stav obitelji i pojedinca. Ovo je od ključne važnosti. 
U Hrvatskoj postoje i donorska kartica, prepoznatljiva i jedna od najljepših u svijetu, kojom nosioci iskazuju dobrovoljni pristanak da nakon svoje smrti poklone svoje organe za liječenje teških bolesnika. Ovo predstavlja poklanjanje života drugoj osobi i izraz humanosti, nesebičnosti i visoke razine ljudske solidarnosti.
“Iz godine u godinu bilježi se porast broja realiziranih darivatelja organa i tkiva pa je tako u 2013. godini zabilježeno povećanje od šest posto realiziranih darivatelja organa u odnosu na isto razdoblje prošle godine”, priopćili su iz Ministarstva zdravlja.
Do početka listopada 2013. bilo je rekordnih 123 darivatelja organa i tkiva i ostvaren je rekordan broj ukupnih transplantacija bubrega i jetre. Presađeno je 286 organa: 166 bubrega, 92 jetre, 24 srca i četiri gušterače. Na listi čekanja trenutačno je 130 pacijenta za bubreg, 84 za jetru, 29 za srce, četiri pacijenta za multiorganske transplantacije bubreg-gušterača i troje koji čekaju transplantaciju bubreg-jetra.

## Europski dan darivanja organa
Europski dan darivanja organa obilježava se oko 13. listopada svake godine.

## Vanjske poveznice
- Hrvatska donorska mreža  Arhivirana inačica izvorne stranice od 31. prosinca 2018. (Wayback Machine)